# Ballspielverein Borussia 09 Dortmund 2014-2015
Questa voce raccoglie le informazioni riguardanti il Ballspielverein Borussia 09 Dortmund nelle competizioni ufficiali della stagione 2014-2015.

## Stagione

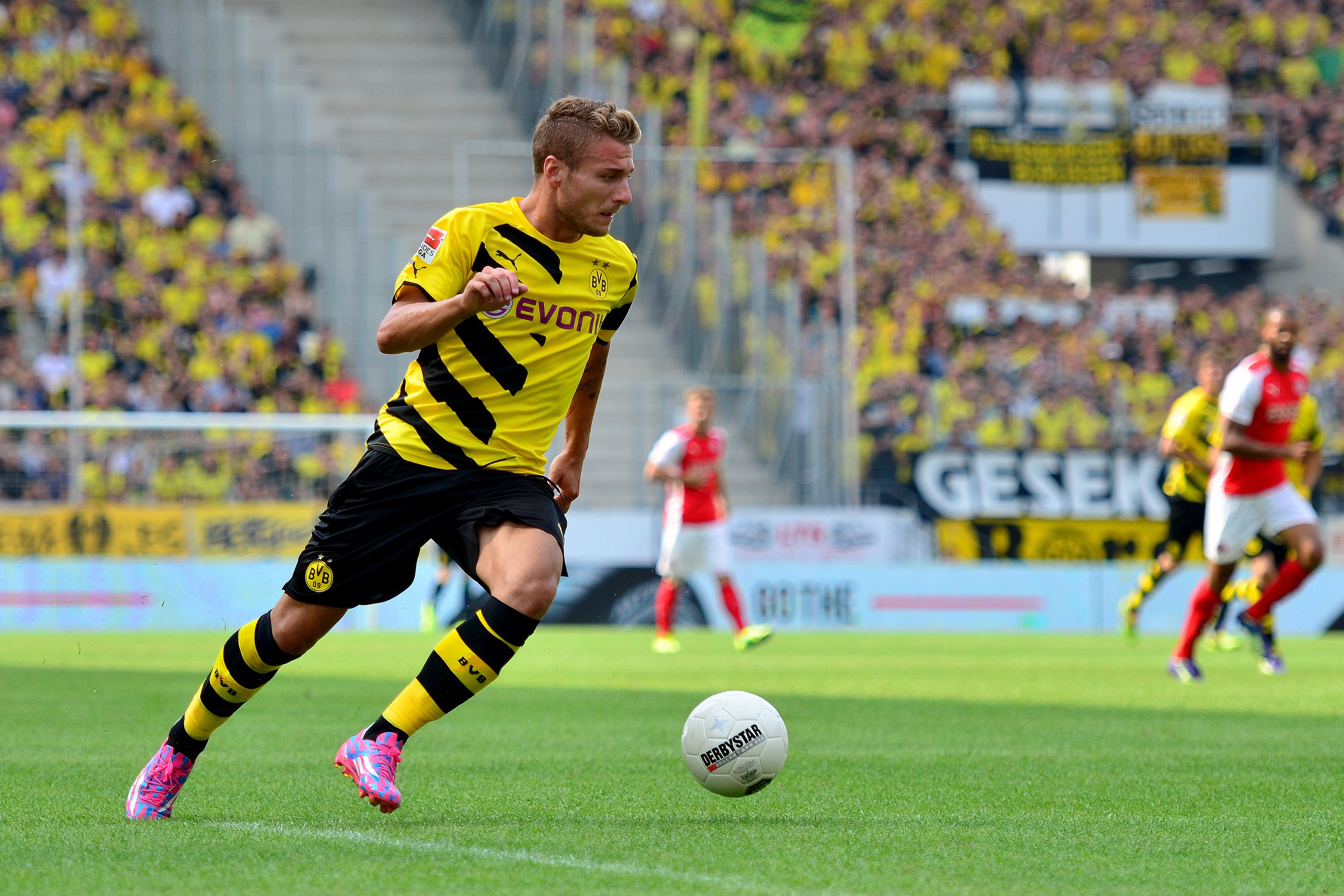
Ciro Immobile nell'estate del 2014, in azione con la maglia del Borussia.

Nella sessione estiva di calciomercato viene ceduto Robert Lewandowski al Bayern Monaco, così il 2 giugno la società ufficializza l'acquisto del promettente attaccante italiano Ciro Immobile con un contratto della durata di cinque anni, valido dal 1º luglio successivo.
Questa stagione si apre con la vittoria nella Supercoppa di Germania contro i rivali del Bayern Monaco per 2-0, che si rivelerà però l'unica gioia di un'annata molto negativa: già alla prima giornata di campionato i gialloneri sono sconfitti in casa dal Bayer Leverkusen per 2-0, e nel girone di andata riescono a vincere soltanto quattro partite, chiudendo all'ultimo posto in classifica. In Champions League la squadra di Jürgen Klopp vince però un girone formato da Arsenal, Galatasaray ed Anderlecht, totalizzando 13 punti, tuttavia viene facilmente eliminata negli ottavi dalla Juventus (1-2 a Torino e 0-3 a Dortmund). Il 15 aprile 2015 Klopp annuncia poi di voler lasciare Dortmund a fine stagione, dopo sette anni di permanenza, e quattro giorni più tardi la dirigenza giallonera annuncia l'ingaggio di Thomas Tuchel, a partire dal 1º luglio.
Intanto il Borussia riesce a rialzare la testa, chiudendo il campionato al 7º posto e qualificandosi ai preliminari di Europa League. Il 30 maggio, nella finale di Coppa di Germania, la squadra di Dortmund viene sconfitta per 1-3 dal Wolfsburg.

## Maglie e sponsor
Lo sponsor ufficiale della squadra durante la stagione calcistica 2014-2015 sarà ancora, per il nono anno consecutivo, Evonik, mentre la Puma continua a essere il fornitore e sponsor tecnico del Borussia Dortmund anche per questa stagione, la terza consecutiva.
Per quanto riguarda la prima maglia dei giallo-neri, l'elemento caratterizzante è costituito da strisce diagonali nere poste sul lato destro della casacca e sulla manica sinistra, a formare un effetto a metà strada tra il corpo di un'ape ed un tigrato stilizzato, percepibile con i calciatori in movimento. Un look fresco, dinamico e ribelle che vuole esprimere il coraggio, la forza e la fiducia in se stessi, valori condivisi dal club e dal brand. I pantaloncini come da tradizione sono neri mentre i calzettoni sono a strisce orizzontali giallonere. Più sobria la maglia da trasferta, che si presenta nera con pinstripes gialle presenti nella parte frontale, con girocollo nero e inserti gialli sui bordi completano la casacca. I pantaloncini, utilizzabili a seconda delle esigenze sono gialli o neri come nella prima divisa, sul cinturino sono ricamate le iniziali del club mentre i calzettoni sono neri con due segni gialli verticali. La divisa della Champions invece è, come di consueto, diversa da quella che si vedrà in campionato. Puma ha optato per uno stile estremamente puro: una maglia completamente gialla con un elegante colletto button down. Nessuna contaminazione tra i colori anche per quanto riguarda i pantaloncini tutti neri ed i calzettoni che abbandonano il caratteristico motivo ad ape per un giallo integrale..
| Casa |  | Trasferta |  | Terza divisa |  | Divisa Europa |

## Organigramma societario
Area tecnica
- Allenatore: Jürgen Klopp
- Allenatore in seconda: Zeljko Buvač, Peter Krawietz
- Preparatori atletici: Andreas Schlumberger, Andreas Beck, Florian Wangler
- Preparatore dei portieri: Wolfgang de Beer

Area sanitaria
- Medici sociali: Markus Braun

## Rosa
Rosa aggiornata al 1º settembre 2014.
| N. |                     | Ruolo | Calciatore                         |
| -- | ------------------- | ----- | ---------------------------------- |
| 1  | Germania (bandiera) | P     | Roman Weidenfeller (vice capitano) |
| 4  | Serbia (bandiera)   | D     | Neven Subotić                      |
| 5  | Germania (bandiera) | C     | Sebastian Kehl                     |
| 6  | Germania (bandiera) | C     | Sven Bender                        |
| 7  | Giappone (bandiera) | C     | Shinji Kagawa                      |
| 8  | Germania (bandiera) | C     | İlkay Gündoğan                     |
| 9  | Italia (bandiera)   | A     | Ciro Immobile                      |
| 10 | Armenia (bandiera)  | C     | Henrix Mxit'aryan                  |
| 11 | Germania (bandiera) | A     | Marco Reus                         |
| 14 | Serbia (bandiera)   | C     | Miloš Jojić                        |
| 15 | Germania (bandiera) | D     | Mats Hummels (capitano)            |
| 16 | Polonia (bandiera)  | C     | Jakub Błaszczykowski               |
| 17 | Gabon (bandiera)    | A     | Pierre-Emerick Aubameyang          |
| 18 | Turchia (bandiera)  | C     | Nuri Şahin                         |
| 19 | Germania (bandiera) | C     | Kevin Großkreutz                   |

| N. |                          | Ruolo | Calciatore                |
| -- | ------------------------ | ----- | ------------------------- |
| 20 | Colombia (bandiera)      | A     | Adrián Ramos              |
| 21 | Germania (bandiera)      | C     | Oliver Kirch              |
| 22 | Australia (bandiera)     | P     | Mitchell Langerak         |
| 23 | Slovenia (bandiera)      | C     | Kevin Kampl               |
| 23 | Corea del Sud (bandiera) | A     | Ji Dong-Won               |
| 24 | Germania (bandiera)      | D     | Marian Sarr               |
| 25 | Grecia (bandiera)        | D     | Sōkratīs Papastathopoulos |
| 26 | Polonia (bandiera)       | D     | Łukasz Piszczek           |
| 28 | Germania (bandiera)      | C     | Matthias Ginter           |
| 29 | Germania (bandiera)      | D     | Marcel Schmelzer          |
| 30 | Australia (bandiera)     | C     | Mustafa Amini             |
| 33 | Germania (bandiera)      | P     | Zlatan Alomerović         |
| 35 | Germania (bandiera)      | D     | Jannik Bandowski          |
| 37 | Germania (bandiera)      | D     | Erik Durm                 |
|    | Germania (bandiera)      | D     | Jeremy Dudziak            |

## Risultati

### Bundesliga

#### Girone di andata
| Arbitro: | Aytekin |

|  |           |                             |
|  | Marcatori | 1’ Bellarabi 90+5’ Kießling |

| Arbitro: | Kircher |

|                          |           |                                         |
| Bobadilla 82’ Matavž 89’ | Marcatori | 11’ Reus 14’ Papastathopoulos 78’ Ramos |

| Arbitro: | Danker |

|                                     |           |          |
| Ramos 34’ Kagawa 41’ Aubameyang 78’ | Marcatori | 90’ Sorg |

| Arbitro: | Perl |

|                               |           |  |
| Okazaki 66’ Ginter 74’ (aut.) | Marcatori |  |

| Arbitro: | Gräfe |

|                             |           |                 |
| Aubameyang 73’ Immobile 86’ | Marcatori | 48’, 68’ Didavi |

| Arbitro: | Gagelmann |

|                             |           |                |
| Matip 10’ Choupo-Moting 23’ | Marcatori | 26’ Aubameyang |

| Arbitro: | Zwayer |

|  |           |             |
|  | Marcatori | 35’ Lasogga |

| Arbitro: | Fritz |

|                     |           |              |
| Vogt 40’ Zoller 74’ | Marcatori | 48’ Immobile |

| Arbitro: | Stieler |

|  |           |              |
|  | Marcatori | 61’ Kiyotake |

| Arbitro: | Gräfe |

|                                   |           |          |
| Lewandowski 72’ Robben 85’ (rig.) | Marcatori | 31’ Reus |

| Arbitro: | Brych |

|                   |           |  |
| Kramer 58’ (aut.) | Marcatori |  |

| Arbitro: | Stark |

|                     |           |                           |
| Rupp 60’ Sağlık 81’ | Marcatori | 12’ Aubameyang 45+1’ Reus |

| Arbitro: | Gagelmann |

|                        |           |  |
| Meier 5’ Seferović 78’ | Marcatori |  |

| Arbitro: | Zwayer |

|              |           |  |
| Gündoğan 17’ | Marcatori |  |

| Arbitro: | Perl |

|              |           |  |
| Schieber 40’ | Marcatori |  |

| Arbitro: | Welz |

|                            |           |                         |
| Aubameyang 8’ Immobile 76’ | Marcatori | 29’ De Bruyne 85’ Naldo |

| Arbitro: | Gräfe |

|                          |           |             |
| Selke 3’ Fin Bartels 62’ | Marcatori | 69’ Hummels |

#### Girone di ritorno
| Leverkusen 31 gennaio 2015, ore 18:30 CEST 18ª giornata | Bayer Leverkusen | 0 – 0 referto | Borussia Dortmund | BayArena (30.210 spett.)\| Arbitro: \| Kircher \| |
| Arbitro:                                                | Kircher          |               |                   |                                                   |

| Arbitro: | Kircher |

|  |           |               |
|  | Marcatori | 50’ Bobadilla |

| Arbitro: | Brych |

|  |           |                             |
|  | Marcatori | 9’ Reus 56’, 72’ Aubameyang |

| Arbitro: | Stieler |

|                                               |           |                   |
| Subotić 49’ Reus 55’ Aubameyang 71’ Şahin 78’ | Marcatori | 1’ Soto 56’ Malli |

| Arbitro: | Aytekin |

|                                    |           |                                      |
| Klein 32’ (rig.) Niedermeier 90+1’ | Marcatori | 25’ Aubameyang 39’ Gündoğan 89’ Reus |

| Arbitro: | Aytekin |

|                                        |           |  |
| Aubameyang 78’ Mxit'aryan 79’ Reus 86’ | Marcatori |  |

| Amburgo 7 marzo 2015, ore 15:30 CEST 24ª giornata | Amburgo   | 0 – 0 referto | Borussia Dortmund | Volksparkstadion (57.000 spett.)\| Arbitro: \| Gagelmann \| |
| Arbitro:                                          | Gagelmann |               |                   |                                                             |

| Dortmund 14 marzo 2015, ore 18:30 CEST 25ª giornata | Borussia Dortmund | 0 – 0 referto | Colonia | Signal Iduna Park (80.667 spett.)\| Arbitro: \| Schmidt \| |
| Arbitro:                                            | Schmidt           |               |         |                                                            |

| Arbitro: | Brych |

|                 |           |                                |
| Stindl 31’, 82’ | Marcatori | 19’, 81’ Aubameyang 57’ Kagawa |

| Arbitro: | Kircher |

|  |           |                 |
|  | Marcatori | 36’ Lewandowski |

| Arbitro: | Kircher |

|                                    |           |              |
| Wendt 1’ Raffael 32’ Nordtveit 67’ | Marcatori | 77’ Gündoğan |

| Arbitro: | Brych |

|                                          |           |  |
| Mxit'aryan 48’ Aubameyang 55’ Kagawa 80’ | Marcatori |  |

| Arbitro: | Weiner |

|                                  |           |  |
| Aubameyang 24’ (rig.) Kagawa 32’ | Marcatori |  |

| Arbitro: | Drees |

|             |           |             |
| Volland 33’ | Marcatori | 35’ Hummels |

| Arbitro: | Stieler |

|                     |           |  |
| Subotić 9’ Durm 47’ | Marcatori |  |

| Arbitro: | Fritz |

|                        |           |                       |
| Caligiuri 1’ Naldo 49’ | Marcatori | 11’ (rig.) Aubameyang |

| Arbitro: | Gräfe |

|                                          |           |                                 |
| Kagawa 15’ Aubameyang 17’ Mxit'aryan 42’ | Marcatori | 26’ Öztunalı 85’ Gebre Selassie |

### Coppa di Germania

#### Turni preliminari
| Arbitro: | Sippel |

|                  |           |                                              |
| Edwini-Bonsu 60’ | Marcatori | 30’ Mxit'aryan 55’, 78’ Aubameyang 89’ Ramos |

| Arbitro: | Perl |

|  |           |                                  |
|  | Marcatori | 33’ Immobile 44’ Reus 86’ Kagawa |

#### Fase finale
| Arbitro: | Welz |

|  |           |                   |
|  | Marcatori | 50’, 90’ Immobile |

| Arbitro: | Aytekin |

|                                      |           |                         |
| Subotić 19’ Aubameyang 57’ Kehl 107’ | Marcatori | 21’ Volland 27’ Firmino |

| Arbitro: | Gagelmann |

|                         |                      |                       |
| Lewandowski 29’         | Marcatori            | 75’ Aubameyang        |
| Lahm Alonso Götze Neuer | Tiri di rigore 0 – 2 | Gündoğan Kehl Hummels |

| Arbitro: | Brych |

|               |           |                                         |
| Aubameyang 5’ | Marcatori | 22’ Luiz Gustavo 33’ De Bruyne 38’ Dost |

### UEFA Champions League

#### Fase a gironi
| Arbitro: | Benquerença |

|                             |           |  |
| Immobile 45’ Aubameyang 48’ | Marcatori |  |

| Arbitro: | Tagliavento |

|  |           |                            |
|  | Marcatori | 3’ Immobile 69’, 79’ Ramos |

| Arbitro: | Mateu Lahoz |

|  |           |                                       |
|  | Marcatori | 6’, 18’ Aubameyang 41’ Reus 83’ Ramos |

| Arbitro: | Královec |

|                                                            |           |           |
| Reus 39’ Papastathopoulos 56’ Immobile 74’ Kaya 85’ (aut.) | Marcatori | 70’ Balta |

| Arbitro: | Kassai |

|                       |           |  |
| Sanogo 2’ Sánchez 57’ | Marcatori |  |

| Arbitro: | Undiano Mallenco |

|              |           |              |
| Immobile 58’ | Marcatori | 84’ Mitrović |

#### Fase ad eliminazione diretta
| Arbitro: | Mateu Lahoz |

|                      |           |          |
| Tévez 13’ Morata 43’ | Marcatori | 18’ Reus |

| Arbitro: | Mažić |

|  |           |                          |
|  | Marcatori | 3’, 79’ Tévez 70’ Morata |

## Statistiche

### Statistiche di squadra
| Competizione           | Punti | In casa | In casa | In casa | In casa | In casa | In casa | In trasferta | In trasferta | In trasferta | In trasferta | In trasferta | In trasferta | Totale | Totale | Totale | Totale | Totale | Totale | DR  |
| Competizione           | Punti | G       | V       | N       | P       | Gf      | Gs      | G            | V            | N            | P            | Gf           | Gs           | G      | V      | N      | P      | Gf     | Gs     | DR  |
| ---------------------- | ----- | ------- | ------- | ------- | ------- | ------- | ------- | ------------ | ------------ | ------------ | ------------ | ------------ | ------------ | ------ | ------ | ------ | ------ | ------ | ------ | --- |
| Bundesliga             | 46    | 17      | 9       | 3       | 5       | 26      | 15      | 17           | 4            | 4            | 9            | 21           | 27           | 34     | 13     | 7      | 14     | 47     | 42     | +5  |
| Coppa di Germania      | -     | 2       | 1       | 0       | 1       | 4       | 5       | 4            | 3            | 1            | 0            | 10           | 2            | 6      | 4      | 1      | 1      | 14     | 7      | +7  |
| Supercoppa di Germania | -     | 1       | 1       | 0       | 0       | 2       | 0       | 0            | 0            | 0            | 0            | 0            | 0            | 1      | 1      | 0      | 0      | 2      | 0      | +2  |
| Champions League       | -     | 4       | 2       | 1       | 1       | 7       | 5       | 4            | 2            | 0            | 2            | 8            | 4            | 8      | 4      | 1      | 3      | 15     | 9      | +6  |
| Totale                 | -     | 24      | 13      | 4       | 7       | 39      | 25      | 25           | 9            | 5            | 11           | 39           | 33           | 49     | 22     | 9      | 18     | 78     | 58     | +20 |

### Andamento in campionato
| Giornata  | 1  | 2 | 3 | 4  | 5 | 6  | 7  | 8  | 9  | 10 | 11 | 12 | 13 | 14 | 15 | 16 | 17 | 18 | 19 | 20 | 21 | 22 | 23 | 24 | 25 | 26 | 27 | 28 | 29 | 30 | 31 | 32 | 33 | 34 |
| --------- | -- | - | - | -- | - | -- | -- | -- | -- | -- | -- | -- | -- | -- | -- | -- | -- | -- | -- | -- | -- | -- | -- | -- | -- | -- | -- | -- | -- | -- | -- | -- | -- | -- |
| Luogo     | C  | T | C | T  | C | T  | C  | T  | C  | T  | C  | T  | T  | C  | T  | C  | T  | T  | C  | T  | C  | T  | C  | T  | C  | T  | C  | T  | C  | C  | T  | C  | T  | C  |
| Risultato | P  | V | V | P  | N | P  | P  | P  | P  | P  | V  | N  | P  | V  | P  | N  | P  | N  | P  | V  | V  | V  | V  | N  | N  | V  | P  | P  | V  | V  | N  | V  | P  | V  |
| Posizione | 17 | 8 | 4 | 10 | 8 | 12 | 13 | 14 | 15 | 17 | 15 | 16 | 18 | 14 | 16 | 18 | 18 | 18 | 18 | 16 | 15 | 12 | 10 | 10 | 10 | 10 | 10 | 10 | 9  | 8  | 9  | 7  | 7  | 7  |

Legenda:

Luogo: C = Casa; T = Trasferta. Risultato: V = Vittoria; N = Pareggio; P = Sconfitta.

### Statistiche dei giocatori
| Giocatore           | Bundesliga | Bundesliga | Bundesliga  | Bundesliga | Coppa di Germania | Coppa di Germania | Coppa di Germania | Coppa di Germania | Supercoppa di Germania | Supercoppa di Germania | Supercoppa di Germania | Supercoppa di Germania | Champions League | Champions League | Champions League | Champions League | Totale   | Totale | Totale      | Totale     |
| Giocatore           | Presenze   | Reti       | Ammonizioni | Espulsioni | Presenze          | Reti              | Ammonizioni       | Espulsioni        | Presenze               | Reti                   | Ammonizioni            | Espulsioni             | Presenze         | Reti             | Ammonizioni      | Espulsioni       | Presenze | Reti   | Ammonizioni | Espulsioni |
| ------------------- | ---------- | ---------- | ----------- | ---------- | ----------------- | ----------------- | ----------------- | ----------------- | ---------------------- | ---------------------- | ---------------------- | ---------------------- | ---------------- | ---------------- | ---------------- | ---------------- | -------- | ------ | ----------- | ---------- |
| Z. Alomerović       | -          | -          | -           | -          | -                 | -                 | -                 | -                 | -                      | -                      | -                      | -                      | -                | -                | -                | -                | -        | -      | -           | -          |
| H. Bonmann          | -          | -          | -           | -          | -                 | -                 | -                 | -                 | -                      | -                      | -                      | -                      | -                | -                | -                | -                | -        | -      | -           | -          |
| M. Langerak         | 9          | 0          | 0           | 0          | 6                 | 0                 | 1                 | 0                 | 1                      | 0                      | 0                      | 0                      | 1                | 0                | 0                | 0                | 17       | 0      | 1           | 0          |
| D. Reimann          | -          | -          | -           | -          | -                 | -                 | -                 | -                 | -                      | -                      | -                      | -                      | -                | -                | -                | -                | -        | -      | -           | -          |
| R. Weidenfeller     | 25         | 0          | 0           | 0          | -                 | -                 | -                 | -                 | -                      | -                      | -                      | -                      | 7                | 0                | 0                | 0                | 32       | 0      | 0           | 0          |
| J. Dudziak          | 3          | 0          | 0           | 0          | -                 | -                 | -                 | -                 | -                      | -                      | -                      | -                      | -                | -                | -                | -                | 3        | 0      | 0           | 0          |
| E. Durm             | 18         | 1          | 2           | 0          | 5                 | 0                 | 0                 | 0                 | 1                      | 0                      | 0                      | 0                      | 4                | 0                | 0                | 0                | 28       | 1      | 2           | 0          |
| M. Ginter           | 14         | 0          | 1           | 0          | -                 | -                 | -                 | -                 | 1                      | 0                      | 0                      | 0                      | 5                | 0                | 0                | 0                | 20       | 0      | 1           | 0          |
| M. Hornschuh        | -          | -          | -           | -          | -                 | -                 | -                 | -                 | -                      | -                      | -                      | -                      | -                | -                | -                | -                | -        | -      | -           | -          |
| M. Hummels          | 24         | 2          | 2           | 0          | 4                 | 0                 | 0                 | 0                 | -                      | -                      | -                      | -                      | 4                | 0                | 0                | 0                | 32       | 2      | 2           | 0          |
| K. Narey            | -          | -          | -           | -          | -                 | -                 | -                 | -                 | -                      | -                      | -                      | -                      | -                | -                | -                | -                | -        | -      | -           | -          |
| S. Papastathopoulos | 21         | 1          | 6           | 0          | 4                 | 0                 | 1                 | 0                 | 1                      | 0                      | 0                      | 0                      | 6                | 1                | 0                | 0                | 32       | 2      | 7           | 0          |
| Ł. Piszczek         | 22         | 0          | 4           | 0          | 2                 | 0                 | 0                 | 0                 | 1                      | 0                      | 0                      | 0                      | 5                | 0                | 1                | 0                | 30       | 0      | 5           | 0          |
| M. Sarr             | -          | -          | -           | -          | -                 | -                 | -                 | -                 | -                      | -                      | -                      | -                      | -                | -                | -                | -                | -        | -      | -           | -          |
| M. Schmelzer        | 22         | 0          | 4           | 0          | 4                 | 0                 | 1                 | 0                 | 1                      | 0                      | 0                      | 0                      | 6                | 0                | 0                | 0                | 33       | 0      | 5           | 0          |
| J. Stanković        | -          | -          | -           | -          | -                 | -                 | -                 | -                 | -                      | -                      | -                      | -                      | -                | -                | -                | -                | -        | -      | -           | -          |
| N. Subotić          | 28         | 2          | 9           | 0          | 5                 | 1                 | 0                 | 0                 | -                      | -                      | -                      | -                      | 7                | 0                | 1                | 0                | 40       | 3      | 10          | 0          |
| M. Amini            | -          | -          | -           | -          | -                 | -                 | -                 | -                 | -                      | -                      | -                      | -                      | -                | -                | -                | -                | -        | -      | -           | -          |
| S. Bender           | 20         | 0          | 3           | 0          | 5                 | 0                 | 0                 | 0                 | 1                      | 0                      | 0                      | 0                      | 6                | 0                | 0                | 0                | 32       | 0      | 3           | 0          |
| J. Błaszczykowski   | 13         | 0          | 0           | 0          | 4                 | 0                 | 2                 | 0                 | -                      | -                      | -                      | -                      | 3                | 0                | 0                | 0                | 20       | 0      | 2           | 0          |
| K. Großkreutz       | 17         | 0          | 1           | 0          | 2                 | 0                 | 0                 | 0                 | -                      | -                      | -                      | -                      | 4                | 0                | 0                | 0                | 23       | 0      | 1           | 0          |
| İ. Gündoğan         | 23         | 3          | 2           | 0          | 4                 | 0                 | 0                 | 0                 | -                      | -                      | -                      | -                      | 6                | 0                | 0                | 0                | 33       | 3      | 2           | 0          |
| J. Gyau             | 1          | 0          | 0           | 0          | -                 | -                 | -                 | -                 | -                      | -                      | -                      | -                      | -                | -                | -                | -                | 1        | 0      | 0           | 0          |
| M. Jojić            | 10         | 0          | 3           | 0          | 2                 | 0                 | 0                 | 0                 | -                      | -                      | -                      | -                      | 2                | 0                | 0                | 0                | 14       | 0      | 3           | 0          |
| S. Kagawa           | 28         | 5          | 2           | 0          | 5                 | 1                 | 0                 | 0                 | -                      | -                      | -                      | -                      | 5                | 0                | 0                | 0                | 38       | 6      | 2           | 0          |
| K. Kampl            | 13         | 0          | 2           | 0          | 2                 | 0                 | 0                 | 1                 | -                      | -                      | -                      | -                      | 1                | 0                | 0                | 0                | 16       | 0      | 2           | 1          |
| S. Kehl             | 21         | 0          | 3           | 0          | 6                 | 1                 | 2                 | 0                 | 1                      | 0                      | 0                      | 0                      | 4                | 0                | 0                | 0                | 32       | 1      | 5           | 0          |
| O. Kirch            | 6          | 0          | 0           | 0          | 2                 | 0                 | 0                 | 0                 | 1                      | 0                      | 0                      | 0                      | 3                | 0                | 0                | 0                | 12       | 0      | 0           | 0          |
| M. Maruoka          | 1          | 0          | 0           | 0          | -                 | -                 | -                 | -                 | -                      | -                      | -                      | -                      | -                | -                | -                | -                | 1        | 0      | 0           | 0          |
| H. Mxit'aryan       | 28         | 3          | 4           | 0          | 6                 | 1                 | 2                 | 0                 | 1                      | 1                      | 0                      | 0                      | 7                | 0                | 1                | 0                | 42       | 5      | 7           | 0          |
| N. Şahin            | 7          | 1          | 0           | 0          | -                 | -                 | -                 | -                 | -                      | -                      | -                      | -                      | 2                | 0                | 0                | 0                | 9        | 1      | 0           | 0          |
| P. Aubameyang       | 33         | 16         | 4           | 0          | 4                 | 5                 | 0                 | 0                 | 1                      | 1                      | 0                      | 0                      | 8                | 3                | 0                | 0                | 46       | 25     | 4           | 0          |
| C. Immobile         | 24         | 3          | 1           | 0          | 3                 | 3                 | 0                 | 0                 | 1                      | 0                      | 0                      | 0                      | 6                | 4                | 0                | 0                | 34       | 10     | 1           | 0          |
| A. Ramos            | 18         | 2          | 1           | 0          | 4                 | 1                 | 1                 | 0                 | 1                      | 0                      | 0                      | 0                      | 6                | 3                | 0                | 0                | 29       | 6      | 2           | 0          |
| M. Reus             | 20         | 7          | 1           | 0          | 5                 | 1                 | 0                 | 0                 | -                      | -                      | -                      | -                      | 4                | 3                | 1                | 0                | 29       | 11     | 2           | 0          |
| J. Hofmann          | 2          | 0          | 0           | 0          | -                 | -                 | -                 | -                 | 1                      | 0                      | 0                      | 0                      | -                | -                | -                | -                | 3        | 0      | 0           | 0          |